# Hay que romper la rutina
Hay que romper la rutina es una película cómica argentina dirigida por Enrique Cahen Salaberry, cuyos protagonistas principales son el dúo cómico de Alberto Olmedo y Jorge Porcel, estrenada el 29 de agosto de 1974.
La coreografía es de María Magdalena.

## Argumento
Los amigos Alberto y Jorge, quienes trabajan juntos y viven en el mismo edificio, están casados con dos hermanas (Ethel y Gogó). Al notar que su vida sexual se torna aburrida, las engañan con compañeras de trabajo. Esto es descubierto y son despedidos. Entonces, consiguen emplearse en un instituto de belleza, donde tienen muchas mujeres a su disposición. Sus esposas se enteran de esta picardía, y van a buscarlos a dicho instituto, generándose situaciones hilarantes.

## Reparto
- Jorge Porcel...................Jorge Portillo
- Alberto Olmedo..............Alberto Carranza
- Gogó Rojo.....................Gogo
- Ethel Rojo......................Ethel
- Jorge Barreiro................Ernesto
- Elizabeth Killian..............Vivian
- Javier Portales...............sexólogo Gaston Pitton
- Tristán............................empleado limpieza en instituto
- Tito Climent....................director instituto
- Linda Peretz...................clienta lesbiana
- Betsy
- Alejandro Celaya
- Liliana Cevasco
- Cristhian Coll
- Ana María Cores............mucama de Vivian
- Geraldine
- Isabel Giosa
- Sara Ilse
- Korneta  ( Carlos Augusto Gematti)
- Dora Lys
- Selva Mayo
- Ernesto Nogues..............Marcel
- Ruben Tobias
- Esteban Prego
- Tita Coel
- Vicky Rago
- Carlos Sinopoli
- Estela Venecia
- Teresa Wallon